# Honduras Britannico ai Giochi della XX Olimpiade
L'Honduras Britannico (l'attuale Belize) partecipò ai Giochi della XX Olimpiade che si sono svolti a Monaco di Baviera dal 26 agosto all'11 settembre 1972, con una delegazione di un solo atleta, il sessantaseienne Owen Phillips, impegnato due competizioni di tiro a segno. Fu la seconda partecipazione di questo paese ai Giochi. Non fu conquistata nessuna medaglia.